# Nyctibora bicolor
Nyctibora bicolor är en kackerlacksart som först beskrevs av Rocha e Silva 1957.  Nyctibora bicolor ingår i släktet Nyctibora och familjen småkackerlackor. Inga underarter finns listade i Catalogue of Life.